# (33536) Charpugdee
(33536) Charpugdee est un astéroïde de la ceinture principale.

## Description
(33536) Charpugdee est un astéroïde de la ceinture principale. Il fut découvert le 17 avril 1999 à Socorro (Nouveau-Mexique) par le projet LINEAR. Il présente une orbite caractérisée par un demi-grand axe de 2,40 UA, une excentricité de 0,08 et une inclinaison de 3,5° par rapport à l'écliptique.